# Temnosternus planiusculus
Temnosternus planiusculus là một loài bọ cánh cứng trong họ Cerambycidae.